# Палмер, Алекс
Александер Палмер (англ. Alexander Palmer; 10 августа 1996) — английский футболист, вратарь клуба «Ипсвич Таун». Представлял национальную сборную Англии на юношеских международных турнирах.

## Клубная карьера

### Вест Бромвич Альбион
24 мая 2015 года впервые попал в заявку первой команды «Вест Бромвич Альбион», оставшись на скамейке запасных в матче против лондонского «Арсенала» (1:4).

#### Аренды в клубы низших лиг
В июне 2015 года он отправился в аренду в клуб Национальной лиги «Киддерминстер Харриерс». Спустя два года он вновь вернулся туда на аналогичных условиях.
14 ноября 2018 года Палмер присоединился к клубу Лиги 2 «Олдем Атлетик» на недельную экстренную аренду. Три дня спустя он дебютировал в Английской футбольной лиге, проведя полный матч, в котором «Олдем» обыграл «Кембридж Юнайтед» со счётом 3:1.
12 апреля 2019 года Палмер вновь отправился в краткосрочную аренду — на этот раз в «Ноттс Каунти». На следующий день он провёл единственный матч за клуб, уступив «Кру Александра» со счётом 0:3.
16 июля 2019 года Палмер присоединился к «Плимут Аргайл» из Лиги 2 на правах аренды до конца сезона. В дебютном матче он отыграл «на ноль» и был признан лучшим игроком встречи.
4 сентября 2020 года было объявлено, что Палмер проведёт сезон в аренде в «Линкольн Сити». На следующий день он дебютировал в составе «Линкольна» в матче Кубка лиги.

#### Возвращение в «Вест Бромвич» и дальнейшие аренды
25 августа 2021 года Палмер наконец дебютировал за «Вест Бромвич», спустя 11 лет после вступления в клубную академию, выйдя в стартовом составе на матч второго раунда Кубка лиги против «Арсенала», завершившийся поражением со счётом 0:6.
4 марта 2022 года Палмер присоединился к клубу Чемпионшипа «Лутон Таун» на правах экстренной аренды после травм основных вратарей Джеда Стира и Джеймса Ши.
5 октября 2022 года он дебютировал за «Вест Бромвич» в чемпионате, выйдя в стартовом составе на матч против «Престон Норт Энд», завершившийся поражением со счётом 0:1. Решение об этом принял главный тренер Стив Брюс на фоне серии неудачных выступлений Дэвида Баттона. Три дня спустя Палмер оформил первый «сухой» матч за клуб — ничья 0:0 в домашней игре против «Лутона».

### «Ипсвич Таун»
3 февраля 2025 года Палмер перешёл в клуб Премьер-лиги «Ипсвич Таун» за нераскрытую сумму.
В дебютном матче в Премьер-лиге против «Астон Виллы» Палмер, несмотря на пропущенный мяч, был отмечен положительно за свою игру. Его спасение на 93-й минуте позволило «Ипсвичу», ведущему борьбу за выживание, завоевать важное очко.

## Международная карьера
Палмер сыграл в четырёх матчах за сборную Англии до 16 лет

## Статистика

### Клубная
| Клуб                            | Сезон            | Лига                       | Лига | Лига | Кубок Англии | Кубок Англии | Кубок лиги | Кубок лиги | Другие | Другие | Итого | Итого |
| Клуб                            | Сезон            | Дивизион                   | Игры | Голы | Игры         | Голы         | Игры       | Голы       | Игры   | Голы   | Игры  | Голы  |
| ------------------------------- | ---------------- | -------------------------- | ---- | ---- | ------------ | ------------ | ---------- | ---------- | ------ | ------ | ----- | ----- |
| Вест Бромвич Альбион            | 2015/16          | Премьер-лига               | 0    | 0    | 0            | 0            | 0          | 0          | —      | —      | 0     | 0     |
| Вест Бромвич Альбион            | 2016/17          | Премьер-лига               | 0    | 0    | 0            | 0            | 0          | 0          | —      | —      | 0     | 0     |
| Вест Бромвич Альбион            | 2017/18          | Премьер-лига               | 0    | 0    | 0            | 0            | 0          | 0          | —      | —      | 0     | 0     |
| Вест Бромвич Альбион            | 2018/19          | Чемпионшип                 | 0    | 0    | 0            | 0            | 0          | 0          | —      | —      | 0     | 0     |
| Вест Бромвич Альбион            | 2019/20          | Чемпионшип                 | 0    | 0    | 0            | 0            | 0          | 0          | —      | —      | 0     | 0     |
| Вест Бромвич Альбион            | 2020/21          | Премьер-лига               | 0    | 0    | 0            | 0            | 0          | 0          | —      | —      | 0     | 0     |
| Вест Бромвич Альбион            | 2021/22          | Чемпионшип                 | 0    | 0    | 0            | 0            | 1          | 0          | —      | —      | 1     | 0     |
| Вест Бромвич Альбион            | 2022/23          | Чемпионшип                 | 23   | 0    | 0            | 0            | 2          | 0          | —      | —      | 25    | 0     |
| Вест Бромвич Альбион            | 2023/24          | Чемпионшип                 | 46   | 0    | 0            | 0            | 0          | 0          | 2      | 0      | 46    | 0     |
| Вест Бромвич Альбион            | 2024/25          | Чемпионшип                 | 30   | 0    | 0            | 0            | 0          | 0          | —      | —      | 30    | 0     |
| Вест Бромвич Альбион            | Итого            | Итого                      | 99   | 0    | 0            | 0            | 3          | 0          | 2      | 0      | 104   | 0     |
| Вест Бромвич Альбион U-23       | 2016/17          | —                          | —    | —    | —            | —            | —          | —          | 1      | 0      | 1     | 0     |
| Вест Бромвич Альбион U-23       | 2017/18          | —                          | —    | —    | —            | —            | —          | —          | 3      | 0      | 3     | 0     |
| Киддерминстер Харриерс (аренда) | 2015/16          | Национальная лига          | 11   | 0    | 1            | 0            | —          | —          | —      | —      | 12    | 0     |
| Киддерминстер Харриерс (аренда) | 2016/17          | Северная Национальная лига | 8    | 0    | 0            | 0            | —          | —          | 2      | 0      | 10    | 0     |
| Олдем Атлетик (аренда)          | 2018/19          | Лига 2                     | 1    | 0    | —            | —            | —          | —          | —      | —      | 1     | 0     |
| Ноттс Каунти (аренда)           | 2018/19          | Лига 2                     | 1    | 0    | —            | —            | —          | —          | —      | —      | 1     | 0     |
| Плимут Аргайл (аренда)          | 2019/20          | Лига 2                     | 37   | 0    | 3            | 0            | —          | —          | 1      | 0      | 41    | 0     |
| Линкольн Сити (аренда)          | 2020/21          | Лига 1                     | 46   | 0    | 2            | 0            | 3          | 0          | 7      | 0      | 58    | 0     |
| Лутон Таун (аренда)             | 2021/22          | Чемпионшип                 | 2    | 0    | —            | —            | —          | —          | —      | —      | 2     | 0     |
| Ипсвич Таун                     | 2024/25          | Премьер-лига               | 13   | 0    | 2            | 0            | —          | —          | —      | —      | 14    | 0     |
| Всего за карьеру                | Всего за карьеру | Всего за карьеру           | 197  | 0    | 8            | 0            | 6          | 0          | 16     | 0      | 227   | 0     |

1. ↑  Игры в плей-офф Чемпионшипа.
2. 1 2  Игры в Трофее Английской футбольной лиги.
3. ↑  Игры в Трофее Футбольной ассоциации.
4. ↑  Две игры в плей-офф Лиги 1 и пять игр в Трофее Английской футбольной лиги

## Достижения

### Командные
Плимут Аргайл
- Третье место в Лиге 2 (повышение в классе): 2019/20[31]

### Личные
- Игрок года по версии болельщиков ПФА: Лига 2 2019/20[32]
- Команда года по версии ПФА: Лига 2 2019/20[33]
- «Золотая перчатка» Чемпионшипа: 2023/24 (разделённая награда)[34]